# Brasil nos Jogos Parapan-Americanos de 2007
O Brasil recebe e compete nos Jogos Parapan-Americanos de 2007 no Rio de Janeiro, no Brasil. Sendo o primeiro país a sediar as competições dos Jogos Parapan-Americanos juntamente com os jogos Jogos Pan-Americanos.
A delegação brasileira nos III Jogos Parapan-Americanos de 2007 é composta por 238 atletas com 121 dirigentes tendo a maior delegação de todos os jogos.
O país termina os jogos com sua melhor campanha, fechando em primeiro lugar. Com uma média de medalhas quase igual a de atletas.
Algumas competições servirão de seletivas para os jogos Paraolímpicos de verão de 2008, em Pequim, na China.

## Medalhas

### Ouro
- Atletismo: 1.500m masculino (12) Odair Ferreira dos Santos
- Atletismo: 10.000m masculino (12) Odair Ferreira dos Santos
- Atletismo: 100m feminino (11) Terezinha Aparecida Guilhermino
- Atletismo: 100m feminino (36/37/38) Jenifer Martins dos Santos
- Atletismo: 100m masculino (11) Lucas Prado
- Atletismo: 100m masculino (13) Andre Luiz Garcia de Andrade
- Atletismo: 100m masculino (37/38) Edson Cavalcante Pinheiro
- Atletismo: 100m masculino (46) Yohansson do Nascimento Ferreira
- Atletismo: 100m masculino (52/53) Ariosvaldo Fernandes da Silva
- Atletismo: 200m feminino (11) Terezinha Aparecida Guilhermino
- Atletismo: 200m masculino (11) Lucas Prado
- Atletismo: 200m masculino (12) Pedro César Moraes
- Atletismo: 200m masculino (36/37/38) Edson Cavalcante Pinheiro
- Atletismo: 200m masculino (46) Yohansson do Nascimento Ferreira
- Atletismo: 400m masculino (11) Lucas Prado
- Atletismo: 400m masculino (12/13) Pedro César Moraes
- Atletismo: 400m masculino (46) Yohansson do Nascimento Ferreira
- Atletismo: 400m masculino (52/53) Ariosvaldo Fernandes da Silva
- Atletismo: 5.000m masculino (12) Odair Ferreira dos Santos
- Atletismo: 800m feminino (12/13) Sirlene Aparecida Guilhermino
- Atletismo: Arremesso de disco feminino (55/56/57/58) Roseane Ferreira dos Santos
- Atletismo: Arremesso de disco masculino (35/36/37/38) Paulo Douglas de Souza
- Atletismo: Arremesso de disco masculino (57/58) Leonardo Amâncio
- Atletismo: Lançamento de dardo feminino (35/36/37/38) Shirlene Santos Coelho
- Atletismo: Salto em distância feminino (12/13) Joana Helena Silva
- Futebol de 5: Masculino
- Futebol de 7: Masculino
- Levantamento de peso: Masculino leve (48kg, 52kg, 56kg, 60kg e 67kg) Alexander Whitaker
- Judô: Feminino -48kg Karla Ferreira Cardoso
- Judô: Feminino -63kg Daniele Bernardes da Silva
- Judô:Masculino -100kg Antônio Tenório
- Natação: 100m borboleta S10 Masculino André Brasil
- Natação: 100m livre S10 Masculino André Brasil
- Natação: 100m livre S11 Feminino Fabiana Harumi Sugimori
- Natação: 100m livre S13 Masculino Carlos Alonso Farrenberg
- Natação: 100m livre S4 Masculino Clodoaldo Silva
- Natação: 100m livre S5 Masculino Daniel Dias
- Natação: 100m livre S6 Masculino Adriano Gomes de Lima
- Natação: 100m livre S7 Masculino Wagner Pires
- Natação: 100m livre S8 Masculino Gledson Soares
- Natação: 100m peito SB12 Masculino Renato Nunes da Silva
- Natação: 100m peito SB13 Masculino Carlos Alonso Farrenberg
- Natação: 100m peito SB4 Masculino Daniel Dias
- Natação: 100m peito SB5 Masculino Adriano Gomes de Lima
- Natação: 100m peito SB6 Masculino Danielson Pontes dos Santos
- Natação: 150m medley SM4 Masculino Clodoaldo Silva
- Natação: 200m livre S4 Masculino Clodoaldo Silva
- Natação: 200m livre S5 Masculino Daniel Dias
- Natação: 200m medley SM6 Masculino Adriano Gomes de Lima
- Natação: 400m livre S10 Masculino André Brasil
- Natação: 400m livre S13 Masculino Carlos Alonso Farrenberg
- Natação: 400m livre S6 Masculino Adriano Gomes de Lima
- Natação: 4X50m medley 20P masculino
- Natação: 4x100m livre 34 pontos Masculino
- Natação: 4x100m medley 34 pontos Masculino
- Natação: 50m borboleta S4 Masculino Clodoaldo Silva
- Natação: 50m borboleta S6 Masculino Daniel Dias
- Natação: 50m borboleta S7 Masculino Nélio Pereira de Almeida
- Natação: 50m costas S5 Feminino Edênia Nogueira Garcia
- Natação: 50m costas S5 Masculino Daniel Dias
- Natação: 50m livre S10 Masculino André Brasil
- Natação: 50m livre S11 Feminino Fabiana Harumi Sugimori
- Natação: 50m livre S13 Masculino Carlos Alonso Farrenberg
- Natação: 50m livre S4 Masculino Clodoaldo Silva
- Natação: 50m livre S5 Feminino Edênia Nogueira Garcia
- Natação: 50m livre S5 Masculino Daniel Dias
- Natação: 50m livre S6 Masculino Adriano Gomes de Lima
- Natação: 50m livre S7 Masculino Wagner Pires
- Natação: 50m livre S9 Masculino Mauro Brasil
- Natação: 50m peito SB3 Masculino Clodoaldo Silva
- Tênis de mesa: Aberto feminino (6-10) Jane Carla Rodrigues
- Tênis de mesa: Equipe masculino (1-2)
- Tênis de mesa: Equipe masculino (3)
- Tênis de mesa: Equipe masculino (4)
- Tênis de mesa: Equipe masculino (4)
- Tênis de mesa: Equipe masculino (9-10)
- Tênis de mesa: Simples feminino (6-8) Jane Carla Rodrigues
- Tênis de mesa: Simples masculino (2) Iranildo Conceição Espíndola
- Tênis de mesa: Simples masculino (3) Luiz Algacir Vergílio da Silva
- Tênis de mesa: Simples masculino (4-5) Claudiomiro Segatto
- Tênis de mesa: Simples masculino (6) Carlo di Franco Michell
- Tênis em cadeira de rodas: Duplas masculino Maurício Pommê e Carlos Alberto dos Santos
- Voleibol sentado: Masculino

### Prata
- Atletismo: 1.500m masculino (11)  Carlos José da Silva
- Atletismo: 1.500m masculino (46)  Tito Alves de Sena
- Atletismo: 10.000m masculino (11)  Christiano Henrique Farias
- Atletismo: 100m feminino (12/13)  Sirlene Aparecida Guilhermino
- Atletismo: 100m masculino (11)  Felipe Souza Gomes
- Atletismo: 100m masculino (12)  Pedro César Moraes
- Atletismo: 100m masculino (46)  Antônio Delfino
- Atletismo: 200m feminino (11)  Ádria Santos
- Atletismo: 200m feminino (12/13)  Joana Helena Silva
- Atletismo: 200m feminino (36/37/38)  Jenifer Martins dos Santos
- Atletismo: 200m feminino (44/46)  Sheila Finder
- Atletismo: 200m masculino (13)  Andre Luiz Garcia de Andrade
- Atletismo: 200m masculino (46) Antônio Delfino
- Atletismo: 200m masculino (52/53) Ariosvaldo Fernandes da Silva
- Atletismo: 400m feminino (12/13) Terezinha Aparecida Guilhermino
- Atletismo: 400m masculino (46)  Emicarlo Elias de Souza
- Atletismo: 5.000m masculino (11)  Carlos José da Silva
- Atletismo: 5.000m masculino (12)  Alex Cavalcante Medonça
- Atletismo: 5.000m masculino (46)  Tito Alves de Sena
- Atletismo: 800m feminino (12/13)  Ádria Santos
- Atletismo: 800m masculino (11)  Carlos José da Silva
- Atletismo: Arremesso de disco feminino (32/33/34/52/53)  Sônia Maria Pereira Gouveia
- Atletismo: Arremesso de disco feminino (35/36/37/38)  Shirlene Santos Coelho
- Atletismo: Arremesso de peso feminino (36/37/38)  Shirlene Santos Coelho
- Atletismo: Arremesso de peso masculino (35/36/37/38)  Paulo Douglas de Souza
- Atletismo: Lançamento de dardo feminino (40/42/44)  Marlete Vicente
- Atletismo: Salto em distância feminino (12/13)  Indayana Pedrina Martins
- Atletismo: Masculino Pesado (75kg, 82.5kg, 90kg,100 e +100kg)  José Ricardo Costa da Silva
- Atletismo: Masculino Pesado (75kg, 82.5kg, 90kg,100 e +100kg)  Rodrigo Rosa Marques
- Judô: Feminino +70kg  Lourdes Souza
- Judô: Masculino -66kg  Magno Marques Gomes
- Natação: 100m costas S10 Masculino  André Brasil
- Natação: 100m costas S7 Masculino  Nélio Pereira de Almeida
- Natação: 100m costas S8 Masculino  Gledson Soares
- Natação: 100m livre S11 Masculino  Rodrigo Machado Ribeiro
- Natação: 100m livre S3 Masculino  Genezi Alves de Andrade
- Natação: 100m livre S6 Masculino  Luis Antônio Correa da Silva
- Natação: 100m livre S7 Masculino  José Afonso de Medeiros
- Natação: 100m livre S9 Masculino  Mauro Brasil
- Natação: 100m peito SB11 Feminino  Fabiana Harumi Sugimori
- Natação: 100m peito SB11 Masculino  Felipe Marinho de Oliveira
- Natação: 100m peito SB6 Masculino  Gledson Soares
- Natação: 150m medley SM4 Feminino  Rildene Fonseca Firmino
- Natação: 200m medley SM10 Masculino  Jourdan Renne Lutkus
- Natação: 200m medley SM13 Masculino  Carlos Alonso Farrenberg
- Natação: 200m medley SM6 Masculino  Ivanildo Alves de Vasconcelos
- Natação: 200m medley SM8 Masculino  Gledson Soares
- Natação: 400m livre S11 Masculino  Fábio Brandão Gomes Cruz
- Natação: 400m livre S12 Feminino  Regiane Nunes da Silva
- Natação: 400m livre S7 masculino  Ronaldo Souza Santos
- Natação: 400m livre S8 Feminino  Valéria Santarém Lira
- Natação: 50m borboleta S6 Masculino  Adriano Gomes de Lima
- Natação: 50m borboleta S7 Masculino  José Afonso de Medeiros
- Natação: 50m costas S3 Masculino  Genezi Alves de Andrade
- Natação: 50m costas S4 Masculino  Clodoaldo Silva
- Natação: 50m costas S5 Masculino  Francisco de Assis Avelino
- Natação: 50m livre S11 Masculino  Rodrigo Machado Ribeiro
- Natação: 50m livre S6 Masculino  Luis Antônio Correa da Silva
- Natação: 50m livre S7 Masculino  Ronaldo Souza Santos
- Natação: 50m livre S8 Masculino  Gledson Soares
- Natação: 50m peito SB3 Feminino  Rildene Fonseca Firmino
- Tênis de mesa: Aberto feminino (1-5)  Sônia Maria de Oliveira
- Tênis de mesa: Aberto masculino (6-10)   Edimilson Matias Pinheiro
- Tênis de mesa: Simples masculino (2)  Hemerson Leocadio Kovalski
- Tênis de mesa: Simples masculino (3)  Welder Camargo Knaf
- Tênis de mesa: Simples masculino (7)   Cristovam Jaques Lima
- Tênis de mesa: Simples masculino (9-10)  Willian Gabriel Ricken Almeida
- Tênis em cadeira de rodas: Duplas feminino  Samanta Almeida de Almeida e Rejane Cândida da Silva

### Bronze
- Atletismo: 1.500m masculino (46)  José Carlos Alecrim
- Atletismo: 10.000m masculino (12)  Alex Cavalcante Medonça
- Atletismo: 100m feminino (12/13)   Joana Helena Silva
- Atletismo: 100m feminino (42/44/46)  Sheila Finder
- Atletismo: 100m masculino (11)  Hilário Moreira Neto
- Atletismo: 200m feminino (12/13)  Maria José Ferreira Alves
- Atletismo: 200m masculino (11)  Felipe Souza Gomes
- Atletismo: 200m masculino (36/37/38)  José Ribeiro da Silva
- Atletismo: 400m feminino (12/13)  Indayana Pedrina Martins
- Atletismo: 400m masculino (11)  Hilário Moreira Neto
- Atletismo: 400m masculino (12/13)  Gilson José dos Anjos
- Atletismo: 400m masculino (12/13)  Júlio César Petto de Souza
- Atletismo: 5.000m masculino (11)  Christiano Henrique Farias
- Atletismo: 5.000m masculino (46)  Ozivam dos Santos Bonfim
- Atletismo: 800m masculino (46)  Emicarlo Elias de Souza
- Atletismo: Arremesso de disco masculino (42/44)  Marco Aurélio Borges
- Atletismo: Arremesso de disco masculino (42/44)  Marco Aurélio Borges
- Atletismo: Arremesso de peso feminino (55/56/57/58)  Roseane Ferreira dos Santos
- Atletismo: Lançamento de dardo feminino (32/33/34/52/53) Sônia Maria Pereira Gouveia
- Atletismo: Lançamento de dardo feminino (35/36/37/38)  Rosinei Herrera
- Atletismo: Lançamento de dardo masculino (42/44)  Marco Aurélio Borges
- Atletismo: Salto em distância feminino (12/13)  Sirlene Aparecida Guilhermino
- Atletismo: Salto em distância masculino (42/44/46)  André Luiz de Oliveira
- Basquete em cadeira de rodas: Masculino
- Levantamento de peso: Feminino pesado (60kg - 82.5kg)  Josilene Alves Ferreira
- Levantamento de peso: Masculino pesado (75kg, 82.5kg, 90kg,100 e +100kg)  João Euzébio Batista
- Judô: Feminino -48kg  Ana Luiza Nonato de Farias
- Judô: Feminino -63kg Regina Dornelas da Costa
- Judô: Masculino -60kg Roberto Nunes da Paixão
- Judô: Masculino -73kg Eduardo Paes Barreto Amaral
- Judô: Masculino -81kg  Denis Aparecido Rosa
- Natação: 100m borboleta S10 Masculino Marcelo Collet e Silva Mauro
- Natação: 100m borboleta S11 Masculino  André Luiz Meneghetti
- Natação: 100m borboleta S13 Masculino  Gilberto Fernandes Neto
- Natação: 100m costas S10 Masculino  Jourdan Renne Lutkus
- Natação: 100m costas S11 Masculino   Felipe Marinho de Oliveira
- Natação: 100m costas S13 Feminino  Regiane Nunes da Silva
- Natação: 100m costas S13 Masculino  Gilberto Fernandes Neto
- Natação: 100m costas S6 Masculino  Ivanildo Alves de Vasconcelos
- Natação: 100m costas S7 Masculino  Ronaldo Souza Santos
- Natação: 100m livre S10 Masculino  Marcelo Collet e Silva Mauro
- Natação: 100m livre S11 Masculino  Fábio Brandão Gomes Cruz
- Natação: 100m livre S5 Feminino  Edênia Nogueira Garcia
- Natação: 100m livre S5 Masculino  Francisco de Assis Avelino
- Natação: 100m livre S7 Masculino  Ronaldo Souza Santos
- Natação: 100m livre S8 Feminino  Valéria Santarém Lira
- Natação: 100m livre S8 Masculino  Isidoro Angelo Mazotini
- Natação: 100m peito SB4 Masculino  Ivanildo Alves de Vasconcelos
- Natação: 100m peito SB6 Masculino  Nélio Pereira de Almeida
- Natação: 100m peito SB9 Masculino  André Brasil
- Natação: 150m medley SM3 Masculino  Genezi Alves de Andrade
- Natação: 150m medley SM4 Feminino  Claudia Celina da Silva
- Natação: 150m medley SM4 Masculino  Moisés Domingues Batista
- Natação: 200m livre S5 Feminino  Edênia Nogueira Garcia
- Natação: 400m livre S10 Masculino  Marcelo Collet e Silva Mauro
- Natação: 400m livre S11 Masculino  André Luiz Meneghetti
- Natação: 400m livre S12 Feminino  Fabiana Harumi Sugimori
- Natação: 400m livre S12 Masculino  Renato Nunes da Silva
- Natação: 400m livre S6 Masculino  Ivanildo Alves de Vasconcelos
- Natação: 400m livre S7 masculino  José Afonso de Medeiros
- Natação: 400m livre S8 Masculino  Isidoro Angelo Mazotini
- Natação: 4x100m livre 34 pontos Feminino   Ana Clara Cruz, Valéria Lira, Gabriela Cantagallo e Tássia Alves
- Natação: 50m costas S4 Masculino   Joo Sok Seo
- Natação: 50m costas S5 Feminino  Rildene Fonseca Firmino
- Natação: 50m livre S10 Masculino  Danilo Binda Glasser
- Natação: 50m livre S11 Masculino  Fábio Brandão Gomes Cruz
- Natação: 50m livre S7 Masculino  José Afonso de Medeiros
- Natação: 50m livre S8 Masculino    Isidoro Angelo Mazotini
- Natação: 50m peito SB2 Masculino  Genezi Alves de Andrade
- Natação: 50m peito SB3 Masculino  Moisés Domingues Batista
- Tênis de mesa: Aberto masculino (6-10)  Alexandre Lazarim Caldeira
- Tênis de mesa: Equipe masculino (8)
- Tênis de mesa: Simples feminino (4-5)  Maria Luiza Pereira Passos
- Tênis de mesa: Simples masculino (4-5)  Alexandre Macieira Ank
- Tênis de mesa: Simples masculino (6)  Luiz Henrique Medina
- Tênis de mesa: Simples masculino (9-10)  Edimilson Matias Pinheiro
- Tênis em cadeira de rodas: Simples masculino   Carlos Alberto dos Santos

### Medalhas brasileiras por dia de competição
| Jogos        | Ouro | Prata | Bronze | Total | Posição |
| 13 de Agosto | 0    | 0     | 0      | 0     | 0º      |
| 14 de Agosto | 0    | 0     | 0      | 0     | 0º      |
| 15 de Agosto | 0    | 0     | 0      | 0     | 0º      |
| 16 de Agosto | 0    | 0     | 0      | 0     | 0º      |
| 17 de Agosto | 0    | 0     | 0      | 0     | 0º      |
| 18 de Agosto | 0    | 0     | 0      | 0     | 0º      |
| 19 de Agosto | 0    | 0     | 0      | 0     | 0º      |
| Total        | 0    | 0     | 0      | 0     | 0°      |

### Medalhas brasileiras por esporte
| Modalidade                   | Medalhas de Ouro | Medalhas de Prata | Medalhas de Bronze | Total |
| Tênis de mesa                | 11               | 7                 | 8                  | 26    |
| Judô                         | 3                | 2                 | 5                  | 10    |
| Tênis em cadeira de rodas    | 1                | 1                 | 1                  | 3     |
| Levantamento de peso         | 1                | 2                 | 2                  | 5     |
| Voleibol sentado             | 1                | 0                 | 0                  | 1     |
| Futebol de 7                 | 1                | 0                 | 0                  | 1     |
| Futebol de 5                 | 1                | 0                 | 0                  | 1     |
| Basquete em cadeira de rodas | 0                | 0                 | 1                  | 1     |
| Atletismo                    | 25               | 26                | 21                 | 72    |
| Natação                      | 39               | 30                | 39                 | 108   |
| Total                        | 83               | 68                | 77                 | 228   |